# 中国西北航空2303便墜落事故
中国西北航空2303便墜落事故（ちゅうごくせいほくこうくう2303びんついらくじこ）は1994年6月6日に中華人民共和国（以下中国と記す）西安市発広州市行きの国内便、中国西北航空2303便（機材:Tu-154M）がオートパイロットの整備不良により機体が激しく振動し過負荷がかかったため空中分解し墜落した事故である。

## 事故概要
離陸から8分後（一部では10分とも）、西安咸陽国際空港の管制塔との交信が途絶え、空港の18マイル南東に墜落した。搭乗していた160人全員（乗客146人、乗員14人）が死亡した。2019年現在、この事故は中国大陸内で発生した航空事故としては最悪の死者数を出した事故となっている。

## 原因
事故原因は機体の整備不良とされる。事故の前夜、誤ってオートパイロットのヨーチャンネルがバンクコントロールに、バンクチャンネルがヨーコントロールに接続されていた。

## 乗客
乗客のうち、133人が本土在住の中国人、3人が香港人、1人が台湾人、4人がイタリア人で、その他の5人はその他の国の国民であった。